# Uwisła
Uwisła – wieś na Ukrainie w rejonie czortkowskim należącym do obwodu tarnopolskiego.
W II Rzeczypospolitej wieś w powiecie kopyczynieckim województwa tarnopolskiego. W latach 1943–1945 nacjonaliści ukraińscy z OUN-UPA zamordowali tutaj 11 Polaków.
Do 2020 w rejonie husiatyńskim. 